# Почесне консульство Республіки Молдова у місті Львів
Почесне консульство Республіки Молдова у місті Львів — офіційне дипломатичне представництво Республіки Молдова у Львові. Консульський округ включає Львівську, Тернопільську, Рівненську області. Почесне консульство Республіки Молдова у місті Львів підпорядковується Посольству Молдови в Україні.

### Адреса та контакти Почесного консульства Республіки Молдова у місті Львів
| Адреса        | 79013, м. Львів, вул. Ак. С. Єфремова 26 |
| Графік роботи | понеділок - п’ятниця 10:00 – 17:00       |

## Основними функціями Почесного консула Республіки Молдова в Україні є
- захист у державі перебування інтересів громадян Молдови, її юридичних осіб у межах, що допускаються міжнародним правом;

- сприяння розвитку торговельних, економічних, культурних та наукових зв'язків між Молдовою та Україною, розвитку дружніх відносин між ними іншими шляхами відповідно до положень Віденської конвенції про консульські зносини;

- з'ясування усіма законними засобами умов та подій у торговельному, економічному, культурному та науковому житті держави перебування, повідомлення про них у встановленому порядку Уряду Молдови, а також надання відомостей заінтересованим особам;

- надання допомоги та сприяння громадянам Молдови, її юридичним особам.

## Історія Почесного консульства Молдови у Львові

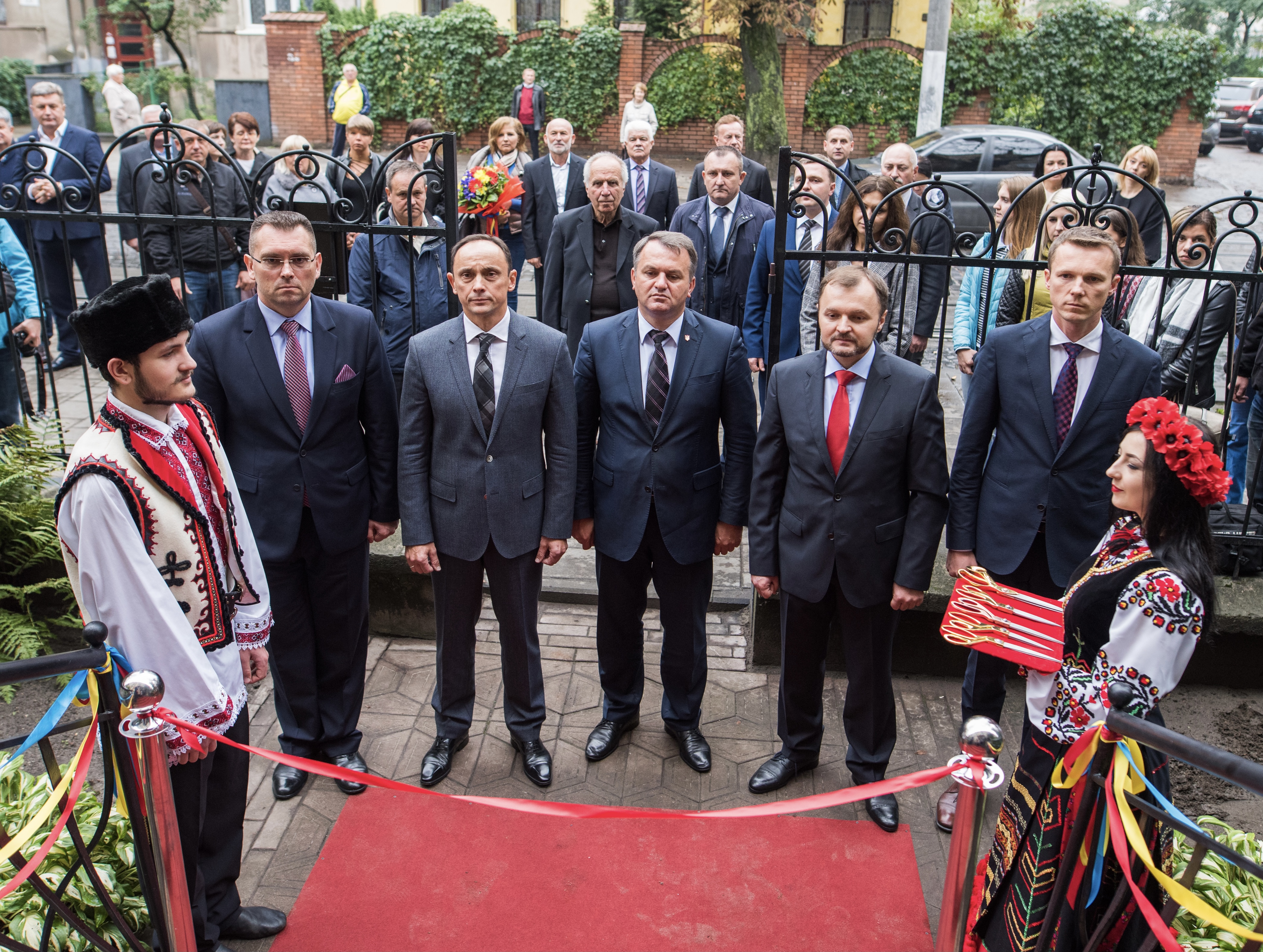
урочисте відкриття Почесного консульства Республіки Молдова

21 вересня, у Львові відбулось урочисте відкриття Почесного консульства Республіки Молдова. Установа стала 18 почесним консульством, відкритим у місті Львів та 2 Почесним консульством Республіки Молдова в Україні.
У церемонії відкриття взяли участь Надзвичайний та Повноважний Посол Республіки Молдова в Україні Руслан Болбочан, Почесний консул Республіки Молдова у місті Львів Володимир Губицький, голова ЛОДА Олег Синютка, а також громадські діячі.
Після перерізання червоної стрічки Почесний консул Республіки Молдова у місті Львів Володимир Губицький у своєму виступі подякував за надану йому честь та зазначив, що докладе всіх зусиль для розвитку плідної співпраці між Україною та Молдовою в усіх сферах діяльності, а також зазначив, що відкриття Почесного консульства Республіки Молдова в місті Львів є ще одним показником зацікавленості Молдови та України у розвитку подальшої співпраці.

## Почесний консул Молдови у місті Львів
1. Губицький Володимир Михайлович (2017 — ...)

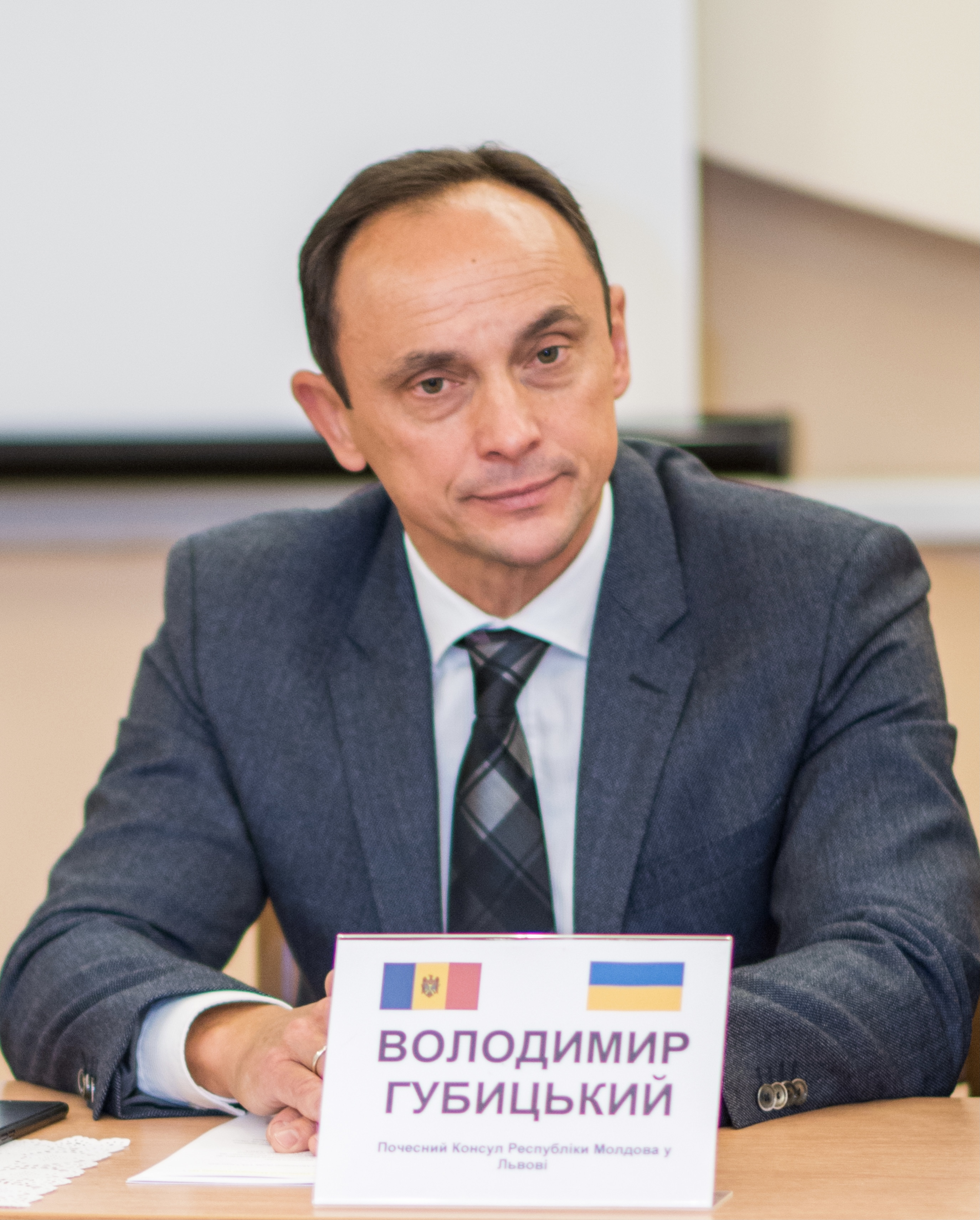
Почесний консул Губицький В.М.